# Oudegaasterbrekken, Fluessen en omgeving
Oudegaasterbrekken, Fluessen en omgeving is een natuurreservaat en Natura 2000-gebied (classificatie meren en moerassen, gebiedsnummer 10) in de Nederlandse provincie Friesland. Het gebied is op 25 februari 2009 aangewezen als Natura 2000-gebied, en heeft een oppervlakte van 3054 ha en wordt beheerd door Staatsbosbeheer en It Fryske Gea.

## Fluessen/Fluezen
Het deel van het gebied dat beheerd wordt door It Fryske Gea wordt de Fluezen genoemd. Het omvat niet alleen het deel aan en bij het meer Fluessen maar ook een deel van het meer de Morra. Het gebied bestaat uit open water met eilandjes, boezemlanden, rietzomen en wilgenbos en is opgedeeld in meerdere deelgebieden.

### Vogelhoek
De 50 hectare grote Vogelhoek (Fûgelhoeke) bestaat voor het grootste deel uit water van de Morra. De Vogelhoek werd aangekocht in 1976. Het gebied raakte gescheiden van de Morra door de aanleg van een fietspad. Het constante gehouden waterpeil in de Vogelhoek is onafhankelijk van de boezem. Het beheer is gericht op het handhaven van de rust in de vogelgebieden en op de ontwikkeling van (veenmos)rietlanden. Het riet wordt geoogst en afgevoerd. 
De begroeide Vangdijk tussen Morra en Vogelhoek vormt een duidelijke afscheiding met het open water van de Morra. In de wilgen groeit de giftige gifsumak die bij aanraking tot huidreacties kan leiden. De plant werd hier rond 1919 aangeplant om afslag van de Vangdijk te voorkomen. De oevers van het water bestaan uit veenmosrietland. In het gebied groeien varensoorten als moerasvaren, kamvaren en brede stekelvaren. In het veenmosrietland staan grote horsten met zompzegge. In de rietzomen groeien lisdodde en moerasmelkdistel. 
Het hele gebied is rijk aan riet- en watervogels die er een broedplaats vinden. In het struikgewas langs de Vangdijk broeden bovendien tuinfluiter en spotvogel. In het rietveld langs de Vangdijk broeden bruine kiekendief en zeer veel futen. Het meer wordt buiten de broedtijd door smienten en kuifeenden bezocht als rust- en foerageerplaats.

### Lânsein
De polder Lânsein (Landenden) grenst aan de Fluessen. Het hooiland van deze polder staat in de zomer vol bloeiende grassen en wordt jaarlijks gemaaid. Er komen planten voor als gestreepte witbol, kale jonker en de grote ratelaar. De rietzoom bevat harig wilgenroosje, echte valeriaan en poelruit. 
In het bosje groeien diverse soorten varens, waaronder de geschubde mannetjesvaren. In de rietzoom langs de grondberging groeien diverse moerasplanten.
In het voorjaar broeden hier veel weidevogels.

### Bûtlân
Het Bûtlan ligt buiten de dijk van de Groote Noordwolderpolder aan de Fluessen. Het gebied staat 's winters voor een groot deel onder water. Om het boezemlandsysteem en de broedkolonies te kunnen behouden wordt de vegetatie kort gehouden. Doordat het water op het lage deel lang blijft staan ontstaan er in de zomer slikkerige veldjes. Het buitendijkse gebied worden zo mogelijk jaarlijks gehooid.
Op de slikachtige veldjes komen planten voor als veenwortel, moerasdroogbloem, greppelrus, geknikte vossestaart en landvormen van sterrenkroos. In de hooilandjes groeien echte koekoeksbloem, vergeet-mij-nietje, grote ratelaar en watermunt.
Naast deze slikveldjes komen vrij grote gedeelten voor met riet en ruigtekruiden, waaronder rietgras, liesgras en de grote vossenstaart. Langs de meeroever ontstond een zoomvegetatie met veel harig wilgenroosje, gele lis, koninginnenkruid en moerasmelkdistel. In het kruidenrijke rietland groeien moerasvaren, moerasbasterd-wederik, rietorchis en echte koekoeksbloem. In de kleine stukken zuur veenmosrietland groeien tussen het veenmos kamvaren, waternavel, zompzegge en veenreukgras.
De natte boezemlanden bieden broedgelegenheid aan weidevogels als kievit, grutto, scholekster en tureluur. De bergeend laat zich geregeld zien en de fuut zoekt zijn heil vooral in de rietzoom. Buiten de broedtijd zoeken lepelaars er naar voedsel. In herfst en winter raakt het boezemland af en toe bevolkt door grote aantallen eenden en ganzen.

### De Oorden en het Zandkop
De vaargeul van het Johan Frisokanaal scheidt het eiland De Oorden van Lânsein. Toen de boezemlanden van het eiland weg bleken te zakken werd de grond opgespoten. Het land werd daardoor aantrekkelijk voor visdiefjes en vogelkolonies. 
Het Zandkop (Sânkop) is een verruigd eiland in de Fluessen aan de kant van Koudum. Er vindt geen actief beheer plaats.
Op het Zandkop broeden eendensoorten als tafel- en krakeenden. Ook het baardmannetje en de bruine kiekendief gebruiken het als broedplaats. Op het Zandkop broeden grote kolonie kokmeeuwen, met daartussen broedende visdiefjes.

### Vogeleiland
Vlak voor de boezemlanden van de Morra ligt het Vogeleiland (Fûgeleilân) met daarop een grote kolonie kokmeeuwen. Ook buiten de broedtijd zijn de boezemlanden belangrijk voor vogels. Geregeld worden er foeragerende lepelaars gezien, aalscholvers vissen op het meer en in herfst en winter zijn in het boezemland grote aantallen eenden en ganzen te zien. De ruige rietlanden zijn belangrijk voor het voortbestaan van de zeldzaam wordende Noordse woelmuis.

### Koudumerbos
Het Koudumerbos (Koudumerboskje) is een wilgenbosje aan de open oevers van De Holken en De Oorden aan het Johan Frisokanaal. Het bos ontstond op een voormalige grondberging van Provinciale Waterstaat toen het Johan Frisokanaal werd gegraven. Er wordt door de beheerder gestreefd naar een spontane ontwikkeling, zonder beheersmaatregelen.
De begroeiing bestaat bijna volledig uit wilgensoorten als schietwilg en grauwe wilg. In het dichte wilgenbos liggen enkele grote open, zandige plekken. Op de grond staan varensoorten als adelaarsvaren en wijfjesvaren. 
Tot de bewoners van het Koudumerbos behoren broedvogels als houtduif, grasmus, tuinfluiter, fitis en winterkoninkje. In de rietzoom broedt de bruine kiekendief.

#### Beschrijving door Ministerie LNV
- Uitgebreide gebiedsbeschrijving van het Ministerie van Landbouw, Natuur en Voedselkwaliteit.